# Голосенко, Константин Иванович
Голосе́нко Константи́н Ива́нович (р. 1974) — российский предприниматель, управленец и организатор науки. 
Организатор и генеральный директор (2005-2012) первого в России негосударственного научного центра. 

## Биография
После окончания в 1999 году химического факультета Томского государственного университета свою деятельность продолжил научным сотрудником центра минералогии и геохимии редких элементов Специального конструкторского технологического бюро "Природа" при Кемеровском государственном техническом университете.
- 2001-2002 гг. — заведующий лабораторией новых материалов ФГУП "Кузбасский научно-исследовательский институт шахтного строительства "КузНИИШахтострой" Министерства энергетики РФ.
- 2002-2012 гг. — генеральный директор научно-исследовательского холдинга СИБПЛАЗ.  Руководитель западно-сибирского филиала в г. Кемерово ФГУП Национального научного центра горного производства — Институт горного дела им. А.А. Скочинского Министерства энергетики РФ.

С 2012 г. — Президент ОАО "Российская Федеральная горнорудная компания". 
Член советов директоров ряда российских компаний.
В 2014 году избран членом Международного Совета по вопросам развития металлургической индустрии Всемирного Экономического Форума в Давосе.

## Членство в организациях
- с 2011 — действительный член Академии горных наук.